# Bộ Môi trường (Ba Lan)
Bộ Môi trường Cộng hòa Ba Lan được thành lập năm 1973 để quản lý các vấn đề liên quan đến bảo vệ môi trường ở Ba Lan. Bộ này đã tồn tại dưới nhiều tên gọi khác nhau và chính thức được gọi tên như hiện tại vào năm 1999.